# ژاکوبسیت
ژاکوبسیت (به انگلیسی: Jakobsite) با فرمول شیمیایی MnFe2O4 از مجموعه کانی هاست و از نام محل کشف آن Jakobsberg در سوئد اخذ شده‌است. محلول در HCl MnO:30.76% Fe2O۳:۶۹٫۲۴٪ از نظر شکل بلور: اکتائدر، رنگ: سبز-سیاه، شفافیت: کدر (اپاک)، شکستگی: صدفی - نامنظم، جلا: فلزی - نیمه فلزی، رخ: ندارد، سیستم تبلور: مکعبی و در رده‌بندی اکسید است همچنین خاصیت مغناطیسی قوی و منشأ تشکیل آن دگرگونی است.
همایند کانی‌شناسی (پارانژ) آن واکنش باMnمگنتیت- هوسمانیت- مگنتیت- هماتیت- پیرولوزیت و غیره است
، از نظر ژیزمان بلوری - آگرگات توده‌ای - دانه‌ای کمیاب است و بیشتر در سوئد، URSS، استرالیا، هند، آفریقای جنوبی یافت می‌شود.